# Altair 8800
Altair 8800 er en mikrocomputer designet i 1974 af Micro Instrumentation and Telemetry Systems (MITS) og er baseret på 8080 CPU.